# Костёл Святой Гертруды
Костёл Святой Гертру́ды (лит. Šv. Gertrūdos bažnyčia) — католический храм в Старом городе Каунаса. Является одним из старейших примеров кирпичной готики в Литве. Располагается между аллеей Лайсвес и ул. Ю. Груоджё, адрес ал. Лайсвес 101Б (Laisvės al. 101B). Храм включён в Регистр охраняемых государством объектов культурного наследия; код 820.

## История
Точный год постройки храма неизвестен, примерная датировка — конец XV — начало XVI веков. В 1503 году великий князь литовский Александр храм, в то время именуемый часовней, причислил к приходскому костёлу Каунаса, хотя сам костёл Святой Гертруды городу не принадлежал. Он стоял тогда за городской стеной, неподалёку от основной дороги на Вильнюс, вокруг было кладбище.
В середине XVI века к зданию была пристроена колокольня. Во время Русско-польская войны, в 1655 году, храм был поврежден и восстановлен только к 1680 году. В 1750 году виленский епископ Михал Ян Зенкевич позволил обосноваться при костёл Святой Гертруде рохитам — монахам Братства Святого Роха. Монахи к костёлу пристроили деревянный монастырь, мужской и женский госпитали. В 1782 году начались годы забвения, когда в монастыре жило только 5 монахов Братства Святого Роха. В 1785—1794 годах монахи вместо старых деревянных алтарей соорудили три новых, амвон, хоры на двух колоннах, украсили храм гипсовыми статуями и лепниной. 
В 1794 году костёл был повторно освящён, а в 1796 году было проведено его обновление: в нём установили орган и обустроили жилые помещения для настоятеля.
В 1812 году Каунас подвергся крупному пожару, во время которого пострадал и костёл Святой Гертруды. Деревянный монастырь сгорел, госпиталь пришёл в негодность, рохиты были не в состоянии содержать храм, и в 1824 году он был передан сёстрам Ордена дочерей милосердия. После Январского восстания монастырь был закрыт в 1864 году. В 1880 снесены остатки госпиталя, а в 1921 году костёл передан марианам, основавшим рядом с ним свой монастырь.
В годы советской власти костёл не действовал. В нём располагался склад медицинского оборудования. В 1988 году здание планировалось снести, однако этому воспротивилась общественность.
В 1991 году, после восстановления независимости Литвы, храм был возвращён монахам. Возобновились мессы, в 1992 году была проведена реставрация монастыря и костёла. В 1997 году художник Вайдотас Квашис создал в храме скульптурное изображение крестного пути Иисуса Христа.